# Cassis Open Provence 2021 - Doppio
André Göransson e Sem Verbeek erano i detentori del titolo ma hanno deciso di non partecipare al torneo.
In finale Sriram Balaji e Ramkumar Ramanathan hanno sconfitto Hans Hach Verdugo e Miguel Ángel Reyes Varela con il punteggio di 6–4, 3–6, [10–6].

## Teste di serie
1. Romain Arneodo /  Albano Olivetti (quarti di finale)
2. Hans Hach Verdugo /  Miguel Ángel Reyes Varela (finale)

1. Sriram Balaji /  Ramkumar Ramanathan (campioni)
2. Jeevan Nedunchezhiyan /  Purav Raja (primo turno)

## Wildcard
1. Anirudh Chandrasekar /  Vignesh Peranamallur (primo turno)

## Tabellone

### Legenda
| - Q = Qualificato - WC = Wild card - LL = Lucky loser | - ALT = Alternate - SE = Special Exempt - PR = Protected Ranking | - w/o = Walkover - r = Ritirato - d = Squalificato |

|  | Primo turno | Primo turno                    | Primo turno                    | Primo turno                    | Primo turno                    |  |  | Quarti di finale | Quarti di finale               | Quarti di finale               | Quarti di finale               | Quarti di finale      |   |      | Semifinali | Semifinali                        | Semifinali           | Semifinali                                  | Semifinali |   |     | Finale | Finale | Finale | Finale | Finale |  |
|  |             |                                |                                |                                |                                |  |  |                  |                                |                                |                                |                       |   |      |            |                                   |                      |                                             |            |   |     |        |        |        |        |        |  |
|  | 1           | R Arneodo A Olivetti           | R Arneodo A Olivetti           | R Arneodo A Olivetti           | R Arneodo A Olivetti           |  |  |                  |                                |                                |                                |                       |   |      |            |                                   |                      |                                             |            |   |     |        |        |        |        |        |  |
|  |             | Bye                            | Bye                            | Bye                            | Bye                            |  |  | 1                | R Arneodo A Olivetti           | R Arneodo A Olivetti           | 67                             | 613                   |   |      |            |                                   |                      |                                             |            |   |     |        |        |        |        |        |  |
|  | WC          | A Chandrasekar V Peranamallur  | A Chandrasekar V Peranamallur  | 4                              | 4                              |  |  |                  | E Escobedo F Romboli           | E Escobedo F Romboli           | 79                             | 715                   |   |      |            |                                   |                      |                                             |            |   |     |        |        |        |        |        |  |
|  |             | E Escobedo F Romboli           | E Escobedo F Romboli           | 6                              | 6                              |  |  |                  |                                |                                |                                |                       |   |      |            | E Escobedo F Romboli              | E Escobedo F Romboli | 3                                           | 2          |   |     |        |        |        |        |        |  |
|  | 3           | S Balaji R Ramanathan          | S Balaji R Ramanathan          | S Balaji R Ramanathan          | S Balaji R Ramanathan          |  |  |                  |                                | 3                              | S Balaji R Ramanathan          | S Balaji R Ramanathan | 6 | 6    |            |                                   |                      |                                             |            |   |     |        |        |        |        |        |  |
|  |             | Bye                            | Bye                            | Bye                            | Bye                            |  |  | 3                | S Balaji R Ramanathan          | S Balaji R Ramanathan          | S Balaji R Ramanathan          | w/o                   |   |      |            |                                   |                      |                                             |            |   |     |        |        |        |        |        |  |
|  |             | A Çelikbilek R Safiullin       | A Çelikbilek R Safiullin       | 6                              | 78                             |  |  |                  | A Çelikbilek R Safiullin       | A Çelikbilek R Safiullin       | A Çelikbilek R Safiullin       |                       |   |      |            |                                   |                      |                                             |            |   |     |        |        |        |        |        |  |
|  |             | L Broady L Johnson             | L Broady L Johnson             | 2                              | 6                              |  |  |                  |                                |                                |                                |                       |   |      | 3          | Sriram Balaji Ramkumar Ramanathan | 6                    | 3                                           | [10]       |   |     |        |        |        |        |        |  |
|  |             | VV Cornea P Tsitsipas          | VV Cornea P Tsitsipas          | 6                              | 7                              |  |  |                  |                                |                                |                                |                       |   |      |            |                                   | 2                    | Hans Hach Verdugo Miguel Ángel Reyes Varela | 4          | 6 | [6] |        |        |        |        |        |  |
|  |             | JC Aragone N Barrientos        | JC Aragone N Barrientos        | 4                              | 65                             |  |  |                  | VV Cornea P Tsitsipas          | 7                              | 4                              | [8]                   |   |      |            |                                   |                      |                                             |            |   |     |        |        |        |        |        |  |
|  |             | T Matsui K Uesugi              | T Matsui K Uesugi              | 7                              | 6                              |  |  |                  | T Matsui K Uesugi              | 5                              | 6                              | [10]                  |   |      |            |                                   |                      |                                             |            |   |     |        |        |        |        |        |  |
|  | 4           | J Nedunchezhiyan P Raja        | J Nedunchezhiyan P Raja        | 5                              | 1                              |  |  |                  |                                |                                |                                |                       |   |      |            | T Matsui K Uesugi                 | 6                    | 64                                          | [7]        |   |     |        |        |        |        |        |  |
|  |             | A Cazaux Z Khan                | A Cazaux Z Khan                | A Cazaux Z Khan                |                                |  |  |                  |                                | 2                              | H Hach Verdugo MÁ Reyes Varela | 3                     | 7 | [10] |            |                                   |                      |                                             |            |   |     |        |        |        |        |        |  |
|  |             | K Drzewiecki K Żuk             | K Drzewiecki K Żuk             | K Drzewiecki K Żuk             | w/o                            |  |  |                  | K Drzewiecki K Żuk             | K Drzewiecki K Żuk             | 1                              | 3                     |   |      |            |                                   |                      |                                             |            |   |     |        |        |        |        |        |  |
|  |             | Bye                            | Bye                            | Bye                            | Bye                            |  |  | 2                | H Hach Verdugo MÁ Reyes Varela | H Hach Verdugo MÁ Reyes Varela | 6                              | 6                     |   |      |            |                                   |                      |                                             |            |   |     |        |        |        |        |        |  |
|  | 2           | H Hach Verdugo MÁ Reyes Varela | H Hach Verdugo MÁ Reyes Varela | H Hach Verdugo MÁ Reyes Varela | H Hach Verdugo MÁ Reyes Varela |  |  |                  |                                |                                |                                |                       |   |      |            |                                   |                      |                                             |            |   |     |        |        |        |        |        |  |